# فرودگاه شهری بلویل
فرودگاه شهری بلویل (به انگلیسی: Belleville Municipal Airport) یک فرودگاه همگانی بهره‌برداری هوایی است که یک باند فرود آسفالت دارد و طول باند آن ۱۰۶۹ متر است. این فرودگاه در کشور ایالات متحده آمریکا قرار دارد و در ارتفاع ۴۶۸ متری از سطح دریا واقع شده‌است.